# A legjobb játékos
A legjobb játékos (eredeti cím: Best Player) 2011-ben bemutatott amerikai tévéfilm-vígjáték.
Damon Santostefano rendezte, a főbb szerepekben Jennette McCurdy és Jerry Trainor, a Nickelodeon iCarly című sorozatának főszereplői láthatók. A történet két videójátékosról szól, akik összefognak, hogy megnyerjenek egy pénzdíjas bajnokságot. 
2011. március 12-én mutatta be az Amerikai Egyesült Államokban a Nickelodeon. A film magyar premierje 2011. szeptember 25-én volt.

## Szereplők
| Színész           | Szerep                       | Magyar hang   |
| ----------------- | ---------------------------- | ------------- |
| Jerry Trainor     | Quincy Johnson               | Tokaji Csaba  |
| Jennette McCurdy  | Christina "Prodigy" Saunders | Laudon Andrea |
| Amir Talai        | Wendell                      | Csőre Gábor   |
| Janet Varney      | Tracy Saunders               |               |
| Nick Benson       | Sheldon                      |               |
| Jean-Luc Bilodeau | Ash                          |               |

## Fordítás
- Ez a szócikk részben vagy egészben  a   Best Player című angol Wikipédia-szócikk fordításán alapul.  Az eredeti cikk szerkesztőit annak laptörténete sorolja fel. Ez a jelzés csupán a megfogalmazás eredetét és a szerzői jogokat jelzi, nem szolgál a cikkben szereplő információk forrásmegjelöléseként.